# Eparchie Luxor
Eparchie luxorská nebo eparchie thébská (latinsky Eparchia Thebana) je jedna z eparchií katolického koptského patriarchátu, založená při jeho vzniku roku 1895. 
Její katedrálou je koptská katolická katedrála ve městě Luxor. Eparchie má 21 farností, v nichž žije asi 18.600 pokřtěných (údaj z roku 2009). Po jejím založení od ní byly odděleny eparchie: v roce 1947 Asjút a v roce 1981 Suhag.

## Seznam eparchů
- Ignazio Gladès Berzi (1896–1925)
- Marco II. Chuzam (1926–1947 jmenován katolickým patriarchou alexandrjiským)
- Isaac Ghattas (1949–1967 jmenován arcibiskupem v eparchii Minjá)
- Stéphanos II. Ghattas, C.M. (1967–1986 jmenován katolickým patriarchou alexandrijským)
- Agnatios Elias Jákúb, S.J. (1986–1994)
- Juhanes Ezzat Zakaria Badir (1994–2015)
- Emmanuel Bishay (od 2016)